# Henri Le Saux
Pour les articles homonymes, voir Saux (homonymie) et Le Saux.
Henri Le Saux (qui adopta le nom indien de Swami Abhishiktananda), né le 30 août 1910 à Saint-Briac-sur-Mer en Ille-et-Vilaine  (France) et mort le 7 décembre 1973 à Indore (Inde), est un moine bénédictin français, figure mystique du christianisme indien, qui contribua au dialogue entre le christianisme et l'hindouisme.

## Biographie
Après des études au séminaire de Rennes, il entre à 21 ans à l'abbaye bénédictine de Sainte-Anne de Kergonan, affiliée à la congrégation de Solesmes. Ordonné prêtre en 1935, il assure les fonctions de bibliothécaire et de professeur avant d'être mobilisé en 1939. Fait prisonnier en 1940, il réussit à s'évader.
En 1945, il entre en contact avec l'abbé Jules Monchanin, qui s'est consacré à l'étude de l'Inde et des liens entre le christianisme et la spiritualité indienne. En 1948, Henri Le Saux rejoint Jules Monchanin en Inde. Ensemble, les deux hommes fondent en 1949 un ashram au lieu-dit Shantivanam (« le bois de la paix »), sur les rives du fleuve Kâverî. L’ashram est dédié au Saccidânanda, c'est-à-dire, selon les Upaniṣad, au Brahman, Être (Sat), Conscience (Chit), Béatitude (Ananda). Les deux ermites préparent ainsi la venue d’une spiritualité authentiquement indienne de la sainte Trinité.
Après s'être rendu en 1949 au pied de la montagne de Shiva, Arunachala (à environ 100 km à l'ouest de Pondichéry) en compagnie du père Jules Monchanin et avoir suivi l'enseignement de Ramana Maharshi, Henri Le Saux est profondément bouleversé et séduit par la métaphysique indienne sans pour autant renoncer à sa foi chrétienne. Il fera découvrir les enseignements de Maharshi au prêtre jésuite indien et futur maître zen Ama Samy. Un intense débat intérieur, un combat s'engage en lui entre sa part chrétienne et occidentale et sa part indienne: il écrit, dans son journal La montée au fond du cœur quelques poèmes qui témoignent de ces questionnements.
Après avoir un certain temps résidé comme ermite sur la montagne d'Arunachala, Henri Le Saux - qui a pris, après sa rencontre avec un maître spirituel tamoul Gnanananda Giri (en), le nom d'Abhishiktananda - commence une vie d'errance (il visite alors de nombreux monastères et ashrams et fréquente des rencontres interreligieuses) une partie de l'année et une vie d'ermite dans la région de Rishikesh, aux pieds de l'Himalaya, le restant de l'année. Il entretient également une riche correspondance avec de nombreuses personnalités.
Il continue en parallèle de célébrer la messe catholique jusqu'à sa mort. Il meurt en 1973 après avoir, selon les très brefs textes qui nous sont restés de cette époque et que l'on trouve dans La montée au fond du cœur, vécu une expérience d'union à Dieu selon l'Advaita. Il est enterré à Indore, en Inde. En 2001, ses ossements ont été transférés à Shantivanam.

## Conférence
Mystique majeur du XXe siècle, agent essentiel de l'immersion et du dialogue interreligieux, Henri Le Saux (Saccidananda Ashram) s'est absorbé dans le mystère des Upanishads et a ouvert de nouvelles perspectives spirituelles pour l'avenir.
- Rencontres autour d'Henri le Saux à l'Abbaye de Saint-Benoît-sur-Loire et à Dijon, juin 2024[3].
- Colloque autour du cinquantenaire de sa mort, à Dijon (Le Centre, 29 rue de Chenôve, 21000 Dijon), du 28 - 30 juin 2024, Henry Le Saux, Le Passeur[4],[5].

## Écrits
- Sagesse hindoue, mystique chrétienne, Éditions du Centurion, Paris, 1966.
- La rencontre de l’hindouisme et du christianisme, Ed. du Seuil, Paris, 1966.
- Vers l'autre rive: Initiation à la Spiritualité des Upanishads, 1973.
- Intériorité et révélation : essais théologiques, Ed. Présence, Sisteron, 1982.
- La montée au fond du cœur. Le journal intime du moine chrétien-sannyasi hindou, Œil, Paris, 1986.
- Souvenirs d'Arunâchala : Récit d'un ermite chrétien en terre hindoue, 1986, 177 p.  (ISBN 978-2704500826)
- La Montée au fond du coeur : Le journal intime du moine chrétien-sannyasi hindou, 1948-1973, Francois-Xavier de Guibert, 1990, 521 p. (ISBN 978-2868390769)
- Les Yeux de lumière (préf. Pères André Gozier et Joseph Lemarié), Desclée De Brouwer, 1990, 203 p. (ISBN 978-2868391469)
- Eveil à soi, éveil à Dieu, Francois-Xavier de Guibert, 1990, 171 p. (ISBN 978-2868390608)
- Écrits, choisis et présentés par Marie-Madeleine Davy, Albin Michel, 1991,  (ISBN 978-2226052230)
- Lettres d'un sannyasi chrétien à Joseph Lemarié, (présentation et notes de Françoise Jacquin et Joseph Lemarié, préface de Jacques Dupuis s.j.), Le Cerf, 1999, 440 p.  (ISBN 978-2204060530)
- Vers l'expérience intérieure, Lethielleux Editions, 2018, 321 p. (ISBN 978-2249626326)